# 上板城站
上板城站，位于中华人民共和国河北省承德市双桥区上板城镇，是京承铁路、锦承铁路上的火车站，建于1936年，由中国铁路北京局集团有限公司管辖。

## 車站周邊
- 志川葡萄采摘园
- 卸甲营小学
- 京哈高速公路

## 歷史
- 建于1936年。

## 外部連結
- 中国铁路客户服务中心（页面存档备份，存于）